# 欧州安全保障・防衛大学校

欧州安全保障・防衛大学校（おうしゅうあんぜんほしょうぼうえいだいがっこう、英語：European Security and Defence College、略称：ESDC。フランス語：Collège Européen de Sécurité et de Défense、略称：CESD）は、欧州連合が策定した共通安全保障防衛政策を対象とし、仮想空間を用いた戦略レベルの教育訓練を実施する機関。欧州安全保障・防衛大学校は欧州連合理事会の決定により2005年に設立される。大学校は共通安全保障防衛政策における教育訓練分野での民事・軍事双方の重要な中核体であり、欧州連合加盟国の様々な国家機関、例えば国防大学校をはじめとする安全保障および防衛問題に対処する機関、そして欧州連合安全保障研究所とも繋がるネットワークでもある。
全加盟国の主要問題として、加盟国と加盟候補国の文民・軍人、そして必要に応じて第三国での教育訓練を証明できれば、大学校での戦略面を取り扱うことができる。これに招待されるのは非政府組織、学術機関、マスメディアだけでなく財界などの代表者もここでの教育訓練に参加できる。
大学校は次に示す目標を遂行する。欧州安全保障防衛政策の安全保障文化フレームワークの強化、欧州安全保障防衛政策の理解促進、欧州連合の機関や軍事幕僚への専門的人材の供給、教育参加者間での協力関係の構築貢献などがある。